# Fangchengbao Bao 5
Fangchengbao Bao 5 (кит.: 方程豹 豹5), також відомий як Fang Cheng Bao Leopard 5 в англійських джерелах, — це середньорозмірний позашляховик із підзаряджаним гібридом (PHEV), що виробляється компанією BYD Auto під брендом Fangchengbao. Bao 5 — перший автомобіль марки Fangchengbao, яку пізніше доповнили Bao 8 та Tai 3.

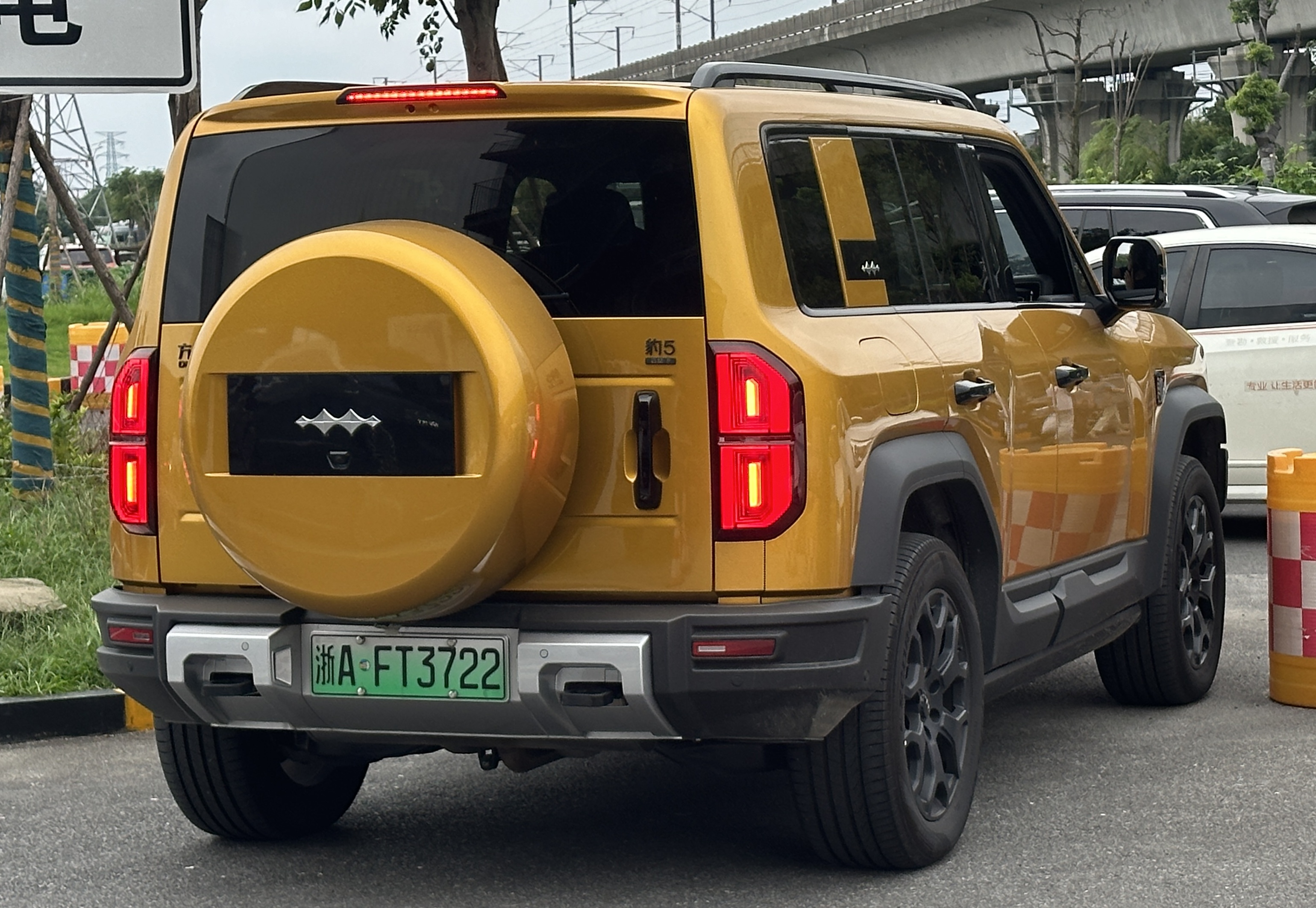

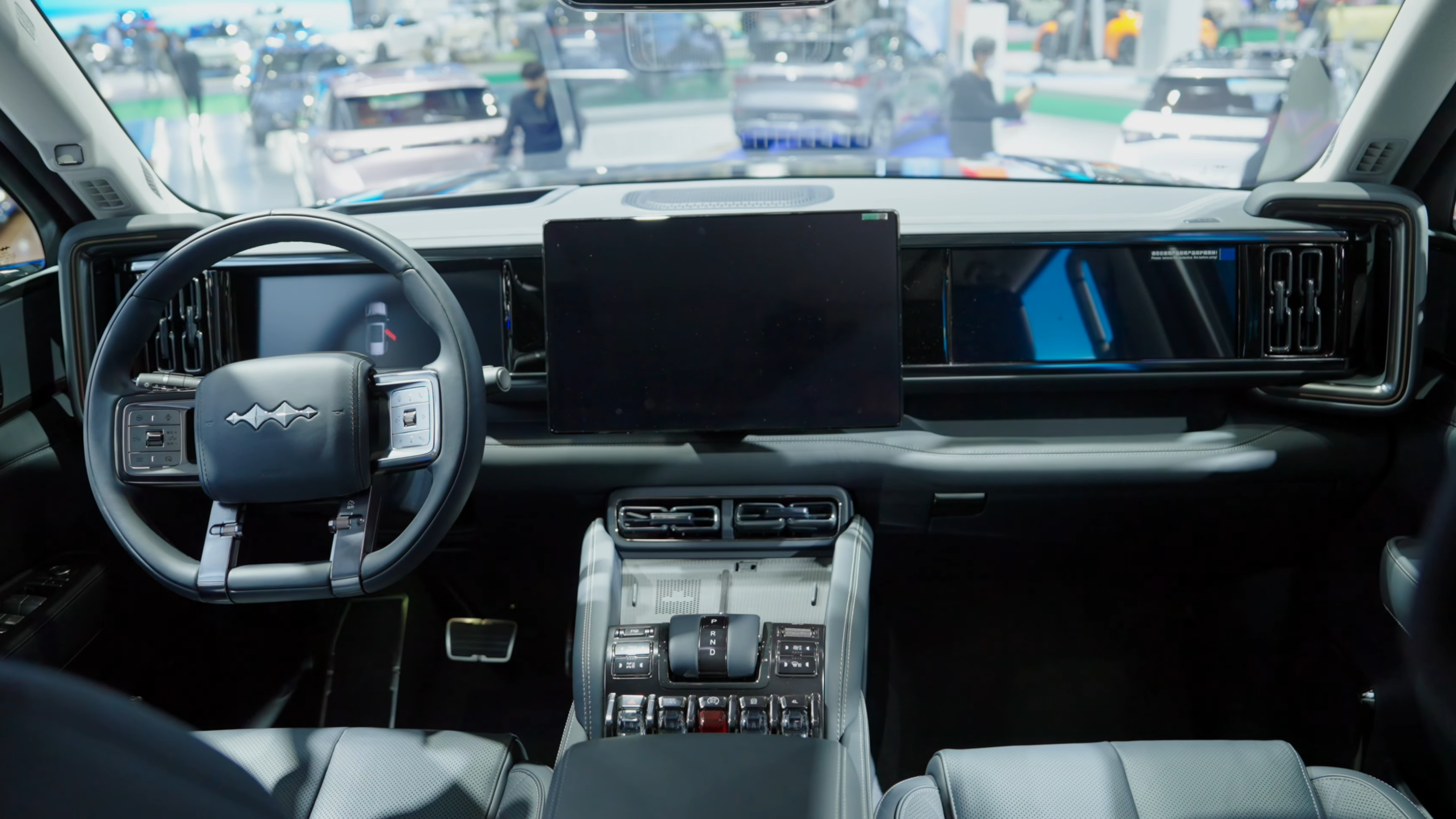

У 2025 році Fangchengbao Bao 5 продаватиметься за межами Китаю під брендом Denza, зокрема в Європі, як Denza B5.

## Двигуни
- 1.5 L BYD476ZQF turbo I4 + 2 електродвигуни потужність сумарно 687 к.с.

## Продажі
| рік  | Китай  |
| ---- | ------ |
| 2024 | 48,913 |